# Volo Sabena 503
Il volo Sabena 503, altrimenti noto come incidente aereo del monte Terminillo, fu un incidente aereo avvenuto il 13 febbraio 1955. Il DC-6 della compagnia di bandiera belga Sabena si schiantò contro il costone dell'Acquasanta alle pendici del monte Terminillo vicino a Rieti. Tutte le 29 persone a bordo perirono nell'incidente. Tra le vittime c'era anche Marcella Mariani, attrice già Miss Italia 1953.

## L'aereo
Il Douglas DC-6 coinvolto fu costruito nel 1947 con il numero di serie 43063/60 e codice di registrazione OO-SDB, venendo utilizzato dalla compagnia aerea belga Sabena fino alla sua distruzione.

## L'incidente
Il DC-6 era partito da Bruxelles alle 16:17 UTC, con destinazione finale Congo e scalo intermedio all'aeroporto di Roma Ciampino. A causa di un forte vento laterale che i rapporti meteorologici non avevano previsto, dopo il passaggio sopra Firenze il volo 503 aveva deviato dalla rotta senza che l'equipaggio se ne accorgesse. I piloti quindi erano convinti di trovarsi sopra la città di Viterbo ed effettuarono la procedura prevista per l'atterraggio a Ciampino, che prevedeva la discesa a 5 500 piedi subito dopo essere passati sopra al radiofaro di Viterbo.
Dalle comunicazioni radio con la torre di controllo di Ciampino, alla quale i piloti chiesero prima se l'NDB di Viterbo stesse funzionando a piena potenza e poi se l'ILS di Ciampino fosse operativo, si poté in seguito evincere che gli strumenti dell'aeromobile stessero indicando che la posizione non era corretta, ma che le condizioni meteorologiche avverse avevano invece fatto ipotizzare un malfunzionamento degli apparati radio di ausilio alla navigazione dell'aeromobile. La comunicazione radio con la torre s'interruppe alle 19:53, quando l'aereo impattò contro il Monte Terminillo. Lo schianto avvenne a circa 1 700 metri di altitudine in località "Costa dei Cavalli", nel comune di Cantalice.
Le ricerche del relitto furono lunghe e complesse a causa dell'ampiezza dell'area dove l'aereo poteva essere caduto; furono effettuate ricognizioni in tutti i luoghi dove erano state testimoniate stranezze (come rombi di motore o incendi) o dove fu avvistata la presenza di rottami o chiazze sull'acqua, ma nessuna di queste condusse al luogo del disastro. Le principali ipotesi erano che l'aereo potesse trovarsi su una vetta degli Appennini, sul fondo del mar Tirreno o in quello di un lago dell'alto Lazio.
Solo il 21 febbraio, dopo nove giorni di ricerche, un aereo ricognitore individuò i resti del relitto sul versante occidentale del Terminillo; le cattive condizioni atmosferiche, tuttavia, impedirono l'uso dei paracadute e fu necessario raggiungere il luogo dell'impatto via terra. Ai soccorritori, aiutati nell'ascesa dai montanari del luogo, si presentò una scena drammatica, con l'aereo completamente distrutto (con l'eccezione della coda, rimasta conficcata nella neve) e i corpi delle vittime ricoperti da lastre di ghiaccio; il recupero delle 29 salme in una zona tanto impervia richiese quattro giorni. Il 27 febbraio presso la Cattedrale di Rieti si tennero i funerali solenni, officiati dal vescovo Raffaele Baratta a spese dell'amministrazione comunale, ai quali partecipò una grande folla.

## Memoria
Sul Terminillo, sul luogo dell'impatto, è presente un cippo a ricordo della tragedia.
Una piccola raccolta di materiale relativo all'incidente (resti del relitto, articoli di giornale dell'epoca, oggetti vintage appartenuti alla compagnia aerea) è stata allestita nel 2014 a Cantalice; nel 2017 la raccolta ha preso la forma di una mostra permanente ed è stata spostata sul Terminillo, presso i locali del comune di Rieti in località Pian de' Valli.